# メタルサーガ ニューフロンティア
『メタルサーガ ニューフロンティア』(METAL SAGA NEW FRONTIER) は、サクセスが開発・運営し、ソーシャル・ネットワーキング・サービス (SNS) 『Mixi』、ハンゲーム、Yahoo!モバゲーにて展開していたブラウザゲームである。メタルサーガシリーズの4作目に当たる。ジャンルはシミュレーションロールプレイングゲームで、略称は「MS4」もしくは「MSNF」。
Mixi版は2010年3月18日、ハンゲーム版は2010年9月24日、Yahoo!モバゲーでは2010年10月20日より正式サービスを開始した。運営開始から3年後の2013年12月11日をもって、全てのサービスが終了された。

## 概要
従来のシリーズ作品では、シリーズを通して一人のモンスターハンターが旅に出るというRPGであったが、今作ではプレイヤーは自警団『カンパニー』のオーナーとなってハンター達を雇用し、モンスター退治や探索、生産を行ってカンパニーの規模を拡大していくことを目的としたシミュレーションRPGとなっている。

## システム

### カンパニーと雇用
カンパニーの規模は社員の平均レベルを上げ、他のユーザーのカンパニーと提携を結ぶことで拡大が可能となり、雇用できる人数が増えていく。また、他のユーザーと共同での賞金首討伐や、カンパニーショップを通じてアイテムや資源の売買をすることが可能。ゲーム内で得られる通常の通貨に加えて、メタルコインという課金サービスが存在し、アバターアイテムや拡張機能を入手できる。
登場する職業はハンター・メカニック・ソルジャー・動物に加えて、これまではNPCとして登場していたトレーダーが新たにプレイヤーキャラクターとして加わっている。1チームの最大人数は4人で、最大24人まで雇用が可能。新メンバーを雇用する際には男性が「子供・成人・マッチョ」の三種から、女性が「子供・成人」の2種から性別や体格、顔付きを選ぶことができる。

### 操作
今作では、拠点外では社員に対して命令のみ指定可能で、移動や戦闘、探索中の行動はすべて自動で行われ終了後にログが生成される。指定した行動ごとに一定の疲労値（TP）が貯まり、宿泊や休息で回復する必要がある。ブラウザを開いている場合に限り、一定の行動を繰り返すことができるスケジューラーも使用可能である。

### 戦闘
戦闘においては、エンジン・弾薬・重量・装甲タイル・Cユニットの必須性・パーツごとの耐久設定等、これまでのシリーズの主要な要素の多くが省略もしくは簡略化されている。攻撃の際には装備した副砲・主砲・SE・ブレードをすべて使って攻撃し、戦車に設定されたHPが0になると大破して行動不能となる。また、使用型のスキルや装備したアイテムは必要に応じてターンの最後に使用するようになっている。シリーズ恒例の賞金首戦では、1日1回という制限で何度でも同じ賞金首と戦うことが可能だが、賞金が貰えるのは最初の1回だけとなっている。

### 合成
本作でのアイテム合成はすべてメカニックのスキルとなっている。スキルレベルを上げることで、合成できるレシピの増加や合成に必要となる時間の短縮が可能になる。合成できるものは武器や道具だけでなく、装備品の性能強化や戦車を構成するパーツ、さらには戦車そのものまで多岐に渡る。

### 改造
改造屋ではなくメカニックのスキルで改造を行うという点を除いてシリーズの基本システムに沿っているが、本作独自のシステムとしては、砲塔や足回りの換装があげられる。これによって、武器スロットの構成や地形の移動適正をカスタマイズした、独自の戦車を組み上げられるようになっている。例としては、T-34-76からT-34-85への改修の再現や、砲塔を備え付け車輪の代わりに4本足を生やした蒸気機関車といった、特異な外見の戦車を造ることも可能となっている。

## 職業
ハンター
戦車に乗ってのモンスター狩りを生業とするモンスターハンター。運転のパラメータが大きく成長するほか、モンスターを狩るのに便利なスキルや、戦車に乗ることで効果を発揮するスキルを覚える。
メカニック
破損した戦車の修理を得意とする。戦闘は得意でないが、戦車に乗ればそれなりの戦力となる。また、賞金首やマシン・ヴィークル系の敵に効果を発揮するスキルも覚える。今作では合成や改造、生産も担うため、二次生産職としての役割も持っている。
ソルジャー
生身での戦いを得意とする職業。HPや攻撃力が大きく伸び、生身での戦闘能力を強化する多数の常駐型スキルを覚える。反面、戦車の運転は非常に苦手。戦車が揃わない序盤や戦車が入れない地域では戦力の中核となる。
トレーダー
探索や取引を得意とする旅商人。シリーズを通してNPCとして登場していたが、プレイヤーキャラクターとしては今作が初登場。白兵戦・戦車戦共に苦手だが、唯一戦闘を回避できるスキルを覚えるため、難所の探索に向いている。また、資源の採掘を担当する一次生産職としても活躍できる。
動物
戦闘用のバイオニックアニマル。専用のアイテムしか装備できず戦車にも乗れないが、人間と比べて総じて高い能力を持つ。また、戦闘中に種族特有の行動をとることがある。これまで登場していた犬型に加えて、他の種類の動物も選ぶことができる。
シバ
シリーズおなじみの柴犬タイプ。ハンターやトレーダーのスキルを覚え、探索能力に長けている。
ヒョウ
ネコ科のバイオニックアニマル。ソルジャーと同じスキルを覚え、戦闘力に長けている。

## 登場する戦車
デマーグ
『砂塵の鎖』にも登場したハーフトラック。アマモシティ北の洞窟に隠されている。
スージー
アマモシティ東の荒地に埋れている戦車。スズキ・ジムニーをモチーフとした車体に角形砲塔を載せて武装している。一般車故に耐久性に難がある。
バトルワゴン
砂漠の廃ビル地帯の奥地で発見できる装甲車。モデルはM113装甲兵員輸送車で、名前はタミヤのプラモデルの商品名からきている。
NOME-8
シリーズ初の鉄道車両タイプのシャシー。国鉄400形蒸気機関車がモチーフで、名前は形を同じくする絵本の登場人物、やえもんから。
シャーマン
南の風穴に眠っている戦車。本物の「戦車」であるため、耐久性の面では一般車シャシーの数倍の性能を誇る。
はしご車
砂塵の鎖に登場した梯子消防車と同じタイプのシャシー。
ティーガー
東の砂漠の地雷原に埋れている戦車。埋蔵位置の関係でレオパルトより後に発見されることが多い。レンタルタンクとしても登場する。
レオパルト
クレーター湖の湖畔に眠る戦車。現役のMBTだけに、攻守ともに他のシャシーを圧倒する性能を持つ。
テクニカル
キャンペーン等において手に入る戦車。戦車道具枠は多いが、非常に貧弱な性能となっている。
ヴォロシロフ
グレートウォールのアリ塚最深部に放置された戦車。多数の武装を装備できる。カベノシタの町で情報を買うことができる2台の戦車のうちの1台。
バルバロッサ
砂塵の鎖にも登場した戦車。アリ塚近くの道端に乗り捨てられている。
アイアンポット
グレートウォールのジャンク山に大破した状態で埋れている多脚戦車。整地での移動適性に難があるが、山岳地帯を進むことができる。
エイブラムス
グレートウォール湾岸のビル棟で発見できる戦車。高い攻撃力と防御力を兼ね備えている。
バギー
序盤イベントで入手できるシャシー。砂塵の鎖に登場したバギーと同じタイプ。
BT-200S
無敵車両センターで発見できる新幹線車両。氷結属性への耐性と優れた拡張性が特徴。
ロジーナ
砂塵の鎖にも登場した戦車。耐久性に優れる。
バルカン
グレードウォール東の雪原に埋もれている戦車。砂塵の鎖に登場したSタンク。
ポリタンク
賞金首のドロップ品から合成する戦車。シリーズおなじみのモンスターである、うろつきポリタン型のシャシー。6足歩行タイプで山岳地帯にも進入可能。
ミニビートラ
賞金首のドロップ品から合成する戦車。自動車型賞金首「ニュービートラ」を縮小化した小型6輪車。
ビッグキャリー
賞金首のドロップ品から合成する戦車。ミサイルトレーラー型賞金首「グレートホイール」のキャブ部分。
大忍馬
メタルくじの特賞で当たる戦車。忍者マシーン賞金首「からくり半蔵」の愛馬。
ゲパルト
防空研究所で発見できる対空戦車。シャシーの特殊能力として機関砲の攻撃力を10倍にする「対空攻撃」を持つ。
IV号対空戦車
「対空攻撃」の特殊能力を持つシャシー。入手は合成のみ。対空砲塔ノナゴンを取り付けることで砂塵の鎖に登場したヴィルベルヴィントを再現できる。
MWS
賞金首のドロップ品から合成する戦車。巨大作業機械型賞金首「MWSギドラ」を流用した建機型のシャシー。採掘補助の特殊能力は資源の採掘量を増加させる。
チハ
海辺の岩窟で発見できる。モデルとなった戦車の性能まで再現したためか性能は低い。
ウラル
トコナツ奥地にある海浜工業地帯Cで発見できる。重戦車でありながら回避性能に優れ、低い改造レベルで武器スロットを充実させることができる。
ティーガーII
テクニカルと同じくキャンペーンクエストで入手できる戦車。基本性能が高く、武器スロットも多い優秀な戦車。
カラシン
ホバー走行で水上を移動可能な水上戦車。残骸を集めてフレームと交換、合成するほかにノースレイク北の池からも発見できる。
マイクロバス
ビーチタウン北の海中に沈んでいる車両。一般車両だが拡張性が高く優秀な車体。
チャレンジャー
トコナツ南東島部奥地に埋蔵されている戦車。レオパルトやエイブラムスに並ぶ現役のMBTで非常に優秀な性能を誇る。
超忍馬
メタルくじの特賞で当たる戦車。大忍馬の上位版。固定ブレードが追加され、その他の装備やHP、移動速度もパワーアップしている。
Superスージー
改造によりパワーアップしたスージー。基本性能の大幅な強化はないが特殊能力の回避走行と移動速度は全車両の中でもトップクラスの性能。
対空はしご車
改造により対空攻撃に対応したはしご車。特殊能力が対空攻撃となり機関砲の性能を活かせるようになった。
テクニカルAA
改造により対空攻撃に対応したテクニカル。特殊能力が対空攻撃となり機関砲用の砲塔と固定装備が追加された。
レオパルトTF
改造によりパワーアップしたレオパルト。本体に主砲スロットが2つ追加され、全体的な性能も大幅に強化された。
NTH-Q58-SK
賞金首のドロップ品から合成する戦車。忍者マシーン賞金首「真・からくり佐助」そのもの。その外見の元ネタはATH-Q58ベルゼルガDT。
B-NTH-SZ
賞金首のドロップ品から合成する戦車。忍者マシーン賞金首「真・からくり才蔵」そのもの。その外見の元ネタはB-ATH-XXエクルビス。
NTM-09-SD
賞金首のドロップ品から合成する戦車。忍者マシーン賞金首「真・からくり三太夫」そのもの。その外見の元ネタはATM-09-GCブルーティッシュドッグ。
NTM-09-DZ
賞金首のドロップ品から合成する戦車。忍者マシーン賞金首「真・からくり段蔵」そのもの。その外見の元ネタはATM-09-DDバーグラリードッグ。
NTM-09-HZSTTC
賞金首のドロップ品から合成する戦車。忍者マシーン賞金首「半蔵ターボカスタム」そのもの。その外見の元ネタはATM-09-STTCスコープドッグターボカスタム。
T.Y.B
賞金首のドロップ品から合成する戦車。初期から登場している巨大戦車型賞金首「イエローバスタード」本体部分だが、作成条件は非常に困難。
装甲・武器スロット・固定武装の威力とあらゆる面で圧倒的性能を誇る。
ルクレール
トコナツ要塞島南東部に埋蔵されている戦車。チャレンジャーと同性能をもつ現役MBT。
LE-189S
賞金首のドロップ品から合成する戦車。無敵鉄道組合警備隊が保有する特急形電車賞金首「あらふね」を再生したもの。タイフォンの部分に主砲を装備できる。
AC-DC/DSEL-81S
賞金首のドロップ品から合成する戦車。無敵鉄道組合警備隊が保有する電気機関車賞金首「ツィー」を再生したもの。
AC-DC/DSEL-510S
賞金首のドロップ品から合成する戦車。無敵鉄道組合警備隊が保有する新型電気機関車賞金首「シェダル」を再生したもの。SEに特化したスロット構成が特徴。
TYP-WS
賞金首のドロップ品から合成する戦車。謎の多脚砲台型賞金首「ホワイトシェル」本体。兵装は全て固定だが高い火力を持つ。
ヘッツァー
ドイツ旧戦車祭りイベントで入手する旧独戦車パーツAを集めて合成できる軽駆逐戦車。
パンター
ドイツ旧戦車祭りイベントで入手する旧独戦車パーツBを集めて合成できる中戦車。
ヤクトティーガー
ドイツ旧戦車祭りイベントで入手する旧独戦車パーツCを集めて合成できる重駆逐戦車。
エレファント
ドイツ旧戦車祭りイベントで入手する旧独戦車パーツDを集めて合成できる重駆逐戦車。
ダイセイコー
メタルくじの特賞「戦車袋Part2」のシークレット。脅威の巨大合体ロボ型賞金首「ダイセイコー」本体。
快速カラシン
移動速度の速いカラシン。基本性能は変わらない。ミニマップ「ミズバカリ」の北西あたりに沈んでいる。
ポリタンクMk-II
賞金首のドロップ品から合成する戦車。白いボディのポリタンクで基本性能と移動速度がアップしている。
鬼戦車
虎模様のT-34。節分イベントで入手できるアイテムを集めて合成できる。節分の「鬼」とソ連映画「鬼戦車T-34」のタイトルをかけている。
バレンタイン
バレンタインデーイベントで入手できるアイテムを集めて合成できる戦車。
ウラジーミル
メタルくじの特賞で当たる戦車。ウラルをベースに改良した戦車のためか見た目と性能はウラルと殆ど変わらない。
ブラックアイ
グラウンド・ゼロの南部に埋蔵されている戦車。装備スロットは少ないが強力な初期装備と高い移動速度を持つ。
TYPE-74EX
グラウンド・ゼロの人類陸軍ビルAで発見できる戦車。デフォルトの足回りが山岳地形に対応、高い攻撃力補正も付いている。
スカルケーキ
賞金首のドロップ品から合成する戦車。歩行要塞型賞金首「スカルケーキ」本体。
エリミネーター
賞金首のドロップ品から合成する戦車。巨大人型兵器賞金首「エリミネーター」本体。強力だが合成コストは非常に高い。
ゴールドタイガー
ゴールデンウィークイベントで入手できるアイテムを集めて合成できる金のティーガー。
TYPE-90EX
グラウンド・ゼロの人類陸軍ビルBで発見できる戦車。TYPE-74EXより更に高い性能を持つ。
シリーウォーカー
賞金首のドロップ品から合成する戦車。グラウンド・ゼロの隔壁を守護する二足歩行戦車賞金首「シリーウォーカー」本体。
クロームマンモス
賞金首のドロップ品から合成する戦車。巨大マンモス型兵器賞金首「クロームマンモス」本体。合成コストは非常に高いが、それに比例して攻撃力も絶大。
TYPE-X10
グラウンド・ゼロの爆心地を越えた先に眠る最新鋭戦車。戦車本体強化によって真価を発揮する。
サンダーボルト
グラウンド・ゼロの人類陸軍ビルCで発見できる自走砲。強力な主砲を固定武装にもつ。
パンプキン
ハロウィンイベントで入手できる戦車。履帯の上にジャックランタンの本体が載っている。
カボチャリオット
ゴールデンウィークイベントで入手できるアイテムを集めて合成できる。大忍馬がひくかぼちゃのチャリオット。
ヴリトラ
賞金首のドロップ品から合成する戦車。可変戦闘車両賞金首「ヴリトラ」本体。多数の固定武装を装備している。
ゴリアテウオ
ランドハスキーイベントで入手できるアイテムを集めて合成できる。魚型飛行船賞金首「ゴリアテウオ」本体。AとBの2種類があり、Aの方は牽引専用のシャシー。
モスキート
レイクランドの埋もれた駐車場で発見できる戦車。丸型砲塔が付属している。
ルルベル
レイクランドの廃校車庫に眠る戦車。なぜかピンク色に塗られている。
ネビル
賞金首のドロップ品から合成する戦車。巨大多砲塔戦車型賞金首「ネビル」本体。
パンケーキ
レイクランドの航空工場跡地で発見できる飛べない戦闘機。プロペラがそのまま武装となっている。
メルカバ
設計図を集めることで合成できる戦車。
武者忍馬
賞金首のドロップ品から合成する戦車。騎馬武者メカ賞金首「武者半蔵」本体。
センチュリオン
ダンジョンのドロップ品から合成する戦車。装甲神社に祀られていた御神体の一つ。
ツングースカ
ダンジョンのドロップ品から合成する対空戦車。装甲神社に祀られていた御神体の一つ。
Flak88
ダンジョンのドロップ品から合成する高射砲。装甲神社に祀られていた御神体の一つ。牽引状態でのみ攻撃可能な特殊なシャシー。
Mark IV male
センゲンの大菩薩塔で発見できる菱形戦車。砲塔は載せられないが性能は高い。
マウス
2013年ゴールデンウィークイベントのランキング報酬から合成する戦車。武装枠は非常に多いが、移動速度や地形適性が全戦車中最低。砂塵の鎖から3Dモデルの流用はしておらず、新規に作成されている。
G.ティーガーII
ゴールデンウィークイベントで入手出来たアイテムから合成する戦車。金色に塗られたティーガーII。
メルカバMk3D
ゴールデンウィークイベントのランキング報酬で入手出来たランキング券から合成する戦車。通常のメルカバとはモデル・外観共に別物。
Superカラシン
はぐれごろチーフイベントで入手出来たアイテムから合成する戦車。快速カラシンのおおよそ1.6倍の移動速度を誇る上位カラシン。
H/Sダイセイコー
スーパーダイセイコー襲撃イベントで入手出来たアイテムから合成する戦車。巨大合体ロボ型レイドボス賞金首「スーパーダイセイコー」本体。
アラバスター
「英雄クロニクル」とのコラボイベントで入手出来たアイテムから合成する戦車。英雄クロニクルに登場する石巨人「アラバスター」本体。一切の武装が出来ないが、敵からの攻撃を確率で反射する。
バトルカート
センゲン東部の入り口付近に埋蔵されている戦車。非常に小ぢんまりとした外見で、回避と移動速度に長けている。
チリ
センゲン南東の湖に沈んでいる戦車。
ダナ
センゲンの駆露夢城に隠されている戦車。
ジュガシヴィリ
センゲン東部最奥の山岳地帯に埋蔵されている戦車。最初のロード画面に登場している戦車だが、実際に乗れるようになったのはサービス開始から3年後である。
スーパーカー
ノヅチの洞に埋蔵されている残骸3種類を合成して手に入る戦車。並の戦車では歯が立たない脅威の移動速度を誇る。
ウォートホッグ
賞金首のドロップ品から合成する戦車。対地攻撃機型賞金首「ルーデルゴースト」の残骸を再生した飛べない攻撃機。
オフィス列車砲
ハンターオフィスが所有していた秘密兵器。80cmオフィス砲を備えた最強最後のシャシー。

## 地名
スターフォール
南東にあるクレーター湖からその名がついた砂漠地帯。
大破壊前は石油採掘で栄えたとされ、石油精製施設の廃墟を利用した町「アマモシティ」が最初の拠点となる。
「GORO's」と呼ばれるならず者集団が全域にわたって跋扈しており、彼らに対抗することが、カンパニーの結成目的である。
グレートウォール
その名の通り、巨大な壁が東西を分断している地域。2010/4/28実装。
最初にたどり着く西側地域からでは、壁の向こうがどうなっているのかは杳として知れない。さらには正体不明の砲撃が常時降り注いでおり、人々は壁の下に貼りつくように暮らしている。
後に、度重なる地震とハンターたちの攻撃によって壁の一部が崩れ、東側地域への道が拓かれている。
東側地域は一面の雪原地帯となっており、他の地域へと繋がる鉄道が今も残っているが、無敵鉄道組合なる組織が路線を牛耳っているため、現在は使用不能である。
トコナツ
常夏の名が示す様に、水と太陽がまぶしい熱帯地帯。2011/4/6実装。
今までのマップと比較して水の地形が非常に多く、移動には何らかの水上移動手段を用いる必要がある。海を隔てた東側の島には旧文明期に造られた巨大要塞が残っており、GORO'sの根拠地となっている。
グラウンド・ゼロ
中央に巨大な爆心地が存在する荒廃した地域。2012/3/28実装。
旧人類軍の施設跡が数多く残っている。爆心地には致死性の毒霧が充満しており、通り抜けるには毒を緩和できる手段が必要となる。
レイクランド
大きな湖が存在する地域。2012/12/5実装。
湖には「レイクブリッジ」と呼ばれる大橋が残っている。
センゲン
神社や仏閣といった日本を思わせる遺構が残る地域。2013/4/10実装。
手に入るアイテムや出現するモンスターも日本にちなんだものばかり。